# 詹姆斯·肯尼迪·派特森
詹姆斯·肯尼迪·派特森（英語：James Kennedy Patterson，1833年3月26日—1922年8月15日），美国教育家，肯塔基大学首任和在任时间最长的校长（1878-1910）。
派特森生于苏格兰格拉斯哥的高尔堡教区，1842年底全家从苏格兰移民到美国的印第安纳州麦迪逊地区。他进入当地的汉诺威学院读书，先后于1856年和1859年取得文科学士和硕士学位。他先后在肯塔基州格林威尔的Presbyterian Academy和田纳西州克拉克斯威尔的斯图尔特学院教授希腊文和拉丁文。南北战争爆发之后，他来到位于莱克星顿的特兰西法尼亚高中担任校长。1865年特兰西法尼亚学院，肯塔基大学和刚建立的农业和机械学院合并成立肯塔基州大学，派特森任拉丁文和美国历史教授，同时兼任历史和形而上学系的主任。1869年派特森开始担任肯塔基农业和机械学院的校长。1878年由于领导层的矛盾，肯塔基农业和机械学院（即现在的肯塔基大学的前身）从肯塔基大学中分出，派特森继续担任校长，一直担任此职到1910年。
作为肯塔基大学首任和任期最长的校长，派特森主持了学校的初建工作，通过和州议会的谈判，使得1880年州议会通过法律，将每年州所得税的一部分用于支持肯塔基大学的建设。他筹款建起了第一批建筑，制定了学校的各项规程，使得肯塔基大学的录取和毕业人数从1878年的64人录取，4人毕业增长到了1910年的一千余人录取，84人毕业。在教学项目设置上，他将本来限于农业和机械的科目逐步扩展到包括文科和理科。